# Baie-Saint-Paul
Baie-Saint-Paul es una ciudad de la provincia de Quebec, Canadá. Está ubicada en el condado regional de Charlevoix y a su vez, en la región administrativa de la Capitale-Nationale. Hace parte de las circunscripciones electorales de Charlevoix a nivel provincial y de Charlevoix−Montmorency a nivel federal.

## Geografía
Baie-Saint-Paul se encuentra ubicada en las coordenadas 47°27′00″N 70°30′00″O / 47.45000, -70.50000. Según Statistics Canada, tiene una superficie total de 546.71 km² y es una de las 1135 municipalidades en las que está dividido administrativamente el territorio de la provincia de Quebec.

## Demografía
Según el censo de 2011, había 7332 personas residiendo en esta ciudad con una densidad poblacional de 13.4 hab./km². Los datos del censo mostraron que de las 7288 personas en 2006, en 2011 el cambio poblacional fue un aumento de 44 habitantes (0.6%). El número total de inmuebles particulares resultó de 3617 con una densidad de 6.62 inmuebles por km². El número total de viviendas particulares que se encontraban ocupadas por residentes habituales fue de 3187.

## Aguas minerales
Un viajero notó manantiales de agua con olor a azufre.